# Frédéric Diefenthal
Frédéric Diefenthal född 26 juli 1968 i Saint-Mandé, är en fransk skådespelare. Han har spelat med i Taxi-filmerna.